# Heteropoma tuberculatum
Heteropoma tuberculatum је пуж из реда Littorinimorpha.

## Угроженост
Подаци о распрострањености ове врсте су недовољни.

## Распрострањење
Ареал врсте је ограничен на једну државу. 
Гвам је једино познато природно станиште врсте.